# Důl Marie
Důl Marie je jméno rudného dolu, nacházejícího se na Březových Horách v Příbrami ve Středočeském kraji. Dnes se důl již nepoužívá. Založen byl roku 1822 a jeho hloubka činila 1 165 metrů. Celkem měl 33 pater. V roce 1892 se zde odehrála jedna z největších důlních katastrof v Evropě, při níž zahynulo 319 horníků.

## Historie
Mariánský důl byl založen v roce 1822, a to zejména proto, aby odlehčil dolu Vojtěch. Své jméno dostal podle Mariánské žíly, kterou protínal mezi sedmým a osmým patrem. Dále se těžba soustředila na žílu Vojtěšskou a Mučednickou. Parní stroj byl na dole Marie postaven až v roce 1840, do té doby byla k těžbě používána vodní kola a koňské žentoury (zpravidla stavby kuželovitého tvaru, ve kterých se v kruhu pohybovali dva koně – tento pohyb byl přenášen na rumpál, na němž byla dvě lana s vědry, takže jedno vědro bylo vždy spouštěno a druhé vytahováno). Dne 31. května 1892 došlo na Marii k důlní katastrofě, která si vyžádala více než 300 obětí. Důlní činnost byla obnovena po dvou letech. Po 1. světové válce důl zůstává opuštěn a chátrá. Až po skončení 2. světové války dochází k rekonstrukci a následné těžbě, jež je ukončena roku 1978, kdy je hornická činnost na všech rudných dolech na Příbramsku ukončena.

### Důlní katastrofa

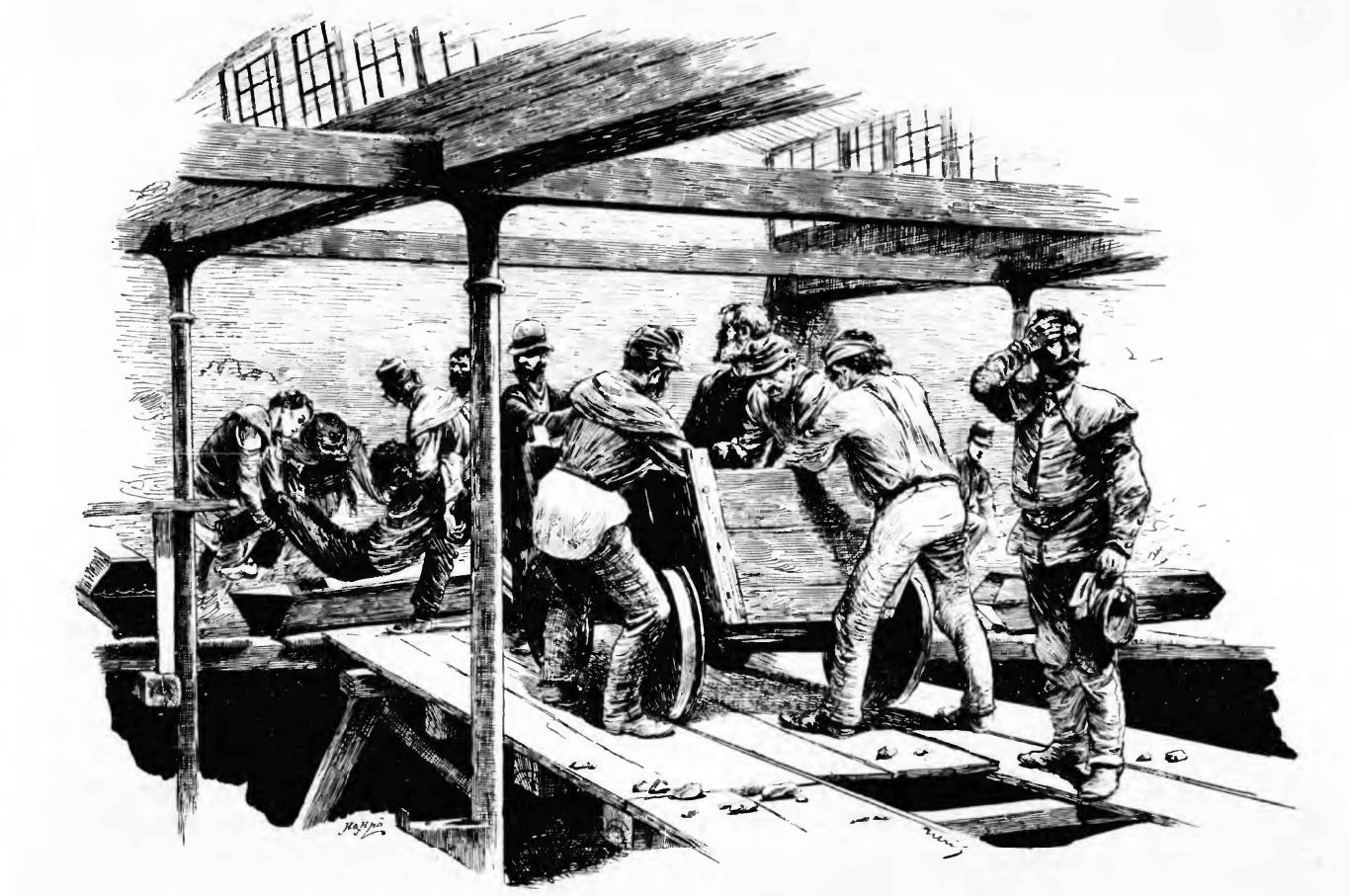
Vynášení obětí důlní katastrofy (dobová ilustrace)

31. května 1892 před polednem přicházeli Emanuel Kříž, Alois Nosek, Jan Kadlec a Václav Havelka ke stoupacímu stroji, aby se tudy dostali na povrch ze své ranní směny. Skupinka horníků čekala, až se na stoupacím stroji uvolní místo. Všichni si svítili hornickými kahany, a protože Emanuelu Křížovi dohoříval knot v kahanu, rozhodl se jej před nástupem na stroj vyměnit, neboť vstup na stoupací stroj bez světla byl přísně zakázaný. Doutnající knot Kříž odhodil, avšak ten se propadl sýpkou do sklípka. Všichni čtyři kontrolovali, zda nevznikl požár, ale když se ani po patnácti minutách nic nedělo, rozhodli se vystoupat nahoru. V jednu hodinu odpoledne již ale náraziště začalo hořet (příčinou bylo vzplanutí olejem napuštěných třísek).
Plyny začaly okamžitě pronikat chodbami do dalších dolů (většina dolů byla na několika patrech vzájemně propojena). Prvním zasaženým dolem byl Ševčinský důl. V kleci, která z něj vyjela, byly nalezeny klobouky těch horníků, co se plynem otrávili a spadli dolů do jámy. Ve 14:30 byly záchranné akce ukončeny, zachránilo se přibližně 50 mužů ze 161. Tou dobou se již dostaly plyny také k dolu Vojtěch a Prokop. Většina záchranných prací probíhala na dole Anna. Zde byl v provozu jak stoupací, tak i těžní stroj. Kdo se dostal sem, přežil. Většina horníků ale čekala ve Vojtěšském dole na těžní klec. Ti ale byli záhy otráveni plyny.
| „                                                      | Moje drahá matko a moje drahá manželko, já se s vámi loučím, jak jsem si na vás vzpomínal, když jsem viděl, že život neuhájím. Tak dlouho jsme si pomáhali, svlékli jsme blůzy a dělali jsme vítr. Bylo 6 hodin, nebylo ještě zle, ale byli jsme blízko ortu, zponenáhla šel za námi kouř a páry. Očekávali jsme pomoc... Moje drahé děti, já se s vámi loučím a se všemi přáteli. Jestli jsem vám komu ublížil, odpusťte mi. Když jsem to psal, tak jsme se modlili. S Bohem! | “ |
| — František Liška, zahynulý havíř (písemné rozloučení) | |   |

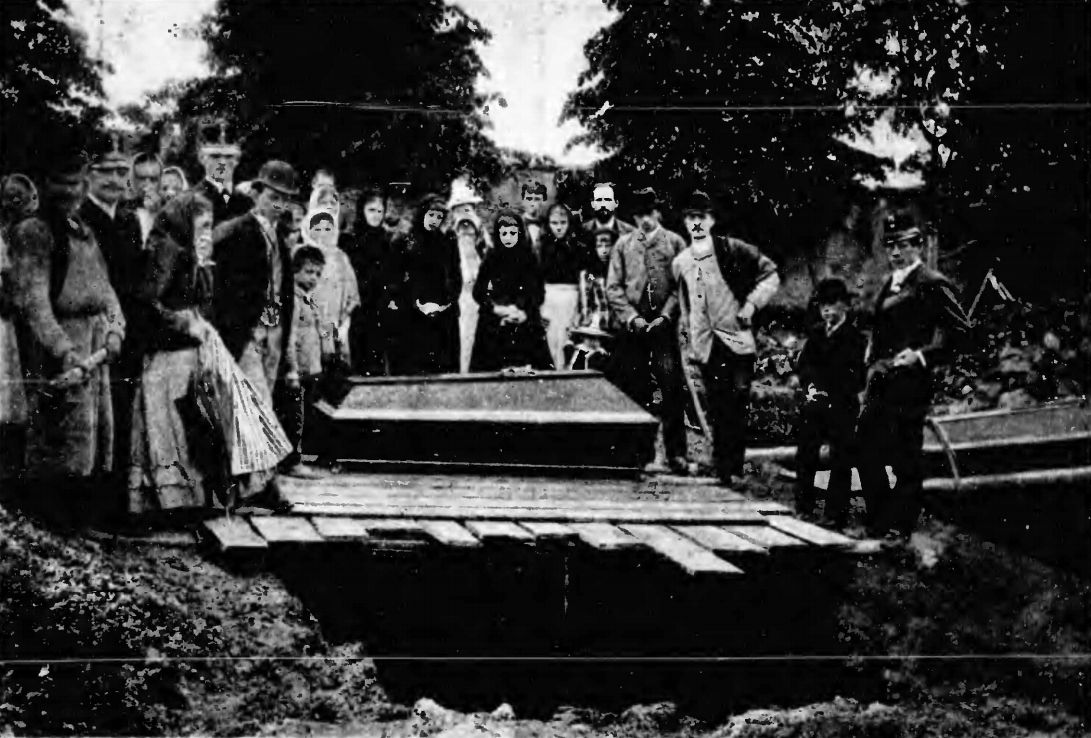
Pohřeb obětí katastrofy

V 19:00 bylo již takřka po všem. Plyny se dostaly i k Annenskému dolu, a tak i zde byly záchranné práce zastaveny. Mrtvá těla byla shromažďována na nádvořích dolu Anna a dolu císaře Františka Josefa (dnešní Ševčinský důl). Při důlní katastrofě zahynulo 319 horníků a zůstalo po nich 285 vdov. Jak se tomuto neštěstí dalo předejít bylo otázkou diskuse. Hlavním problémem bylo pozdní ohlášení požáru. Další neblahý fakt byl, že v dole byla průměrná teplota 24 °C, stejně jako venku, tudíž nedocházelo ke správné cirkulaci vzduchu. Důl Marie byl po této katastrofě ve velmi špatném stavu – přetavila se lana těžních klecí a obě se zřítily dolů do jámy, navíc důl byl ještě dlouho po katastrofě zamořen plyny. K obnově důlní činnosti došlo roku 1894.

### Hloubení
Na dole bylo dosaženo hloubky 1 165,0 metrů, a to na 33 patrech. Kubatura je asi 16 890 m3, profil jámy pak 2x6 m.
| rok  | dosažená hloubka [m] |
| ---- | -------------------- |
| 1856 | 671,8                |
| 1866 | 729,5                |
| 1872 | 862,2                |
| 1884 | 1 072,5              |
| 1890 | 1 126,1              |
| 1896 | 1 126,1              |
| 1898 | 1 126,1              |
| 1909 | 1 162,8              |
| 1914 | 1 165,0              |

## Současnost
Dnes objekt spravuje Spolek Prokop Příbram, který nabízí prohlídku šachetní budovy dolu, prohlídku Mariánské štoly (spojovala Marii s úpravnou rud nedaleko dolu Vojtěch), stálou expozici věnovanou důlnímu neštěstí a v roce 2006 otevřenou expozici Jiřího Macha, jež představuje důlní techniku. Zachována zůstala jen šachetní budova, těžní věž byla spolu s komínem zbourána.